# Jon Rekdal
Jon Rekdal, född 13 januari 1965 i Oslo, är en svensk kompositör, musiker, regissör, skådespelare, poet och sångare.  
Rekdal är internationellt verksam i bland annat USA och Asien. Till hans mer spridda verk hör hip-hoplåten Summertime is Partytime samt ledmotivet till Expedition Robinson. Han har även medverkat som trumpetare i Got to Get med Rob'n'Raz och Leila K samt Titiyos Man in the Moon. Han har varit mycket produktiv under sin karriär och har använt sig av flera bandnamn och alteregon såsom Sir Jon & Babylon, Fuck Bitch, Pappajon, Jonathan Baker Quartet, Jon Morrisson, Jon Drake, JR3NYC, Juan Ramos, John Hall, Jon Newcomer, Jon Rekdals Orkester, Jon Hall och JR111. 
På 1980-talet var Rekdal en del av det Nordik Beat-sound som framförallt växte upp runt skivbolagen Swemix och Telegram. På det senare bolaget utgav han Jon Rekdal & the Children of R-Time, Volume 1, en latinfärgad jazzig soulskiva. Han antog senare artistnamnet Jon Hall och släppte på egen hand ett album med acid jazz. 
Jon Rekdal komponerade 2003 ett musikverk som framfördes på en önskekonsert i direktsändning i SVT och SR, efter att ha röstats fram av radiolyssnarna. Detta ledde 2006 till ett beställningsverk för SVT och Sveriges radio, symfonin Metropolis. 2009 mottog han en beställning från Radio France som framfördes av operasångerskan Ida Falk Winland, franska radions barnkör och en pianist under ledning av dirigenten Sofi Jeannin.
Jon Rekdal har varit verksam som filmskapare och filmskådespelare sedan 1991.
Han är släkt med den norske fotbollsspelaren Kjetil Rekdal.

## Filmmusik i urval
- 1989 – Lucky guy – Animation 35mm
- 1990 – Storstad (TV-serie)
- 1991 – Touch luck - Super 8 mm för Stockholms Filmfestival och SVT
- 1990-1995 – Diverse reklamfilmer bl.a. Le look le plus cool 1 och 2 som vann Silver och Brons i Cannes 1995
- 1997 – Expedition: Robinson (TV-serie)
- 1999 – Sjätte dagen (TV-serie)
- 2000 – Naken
- 2000 – Baren (TV-serie)
- 2001 – Pusselbitar (TV-serie)
- 2001 – Farmen (TV-serie)
- 2002 – Skeppsholmen (TV-serie)
- 2004 – The Lucky Ones
- 2004 – Första intrycket
- 2004 – Farmen - Det afrikanske eventyr (TV-serie)
- 2006 – Kill Your Darlings
- 2006 – Världens modernaste land (TV-serie)
- 2006 – Cuppen
- 2006 – Önskekonserten - Metropolis för kör och orkester, framröstad av svenska folket.
- 2007 – En riktig jul (TV-serie) - Julkalender
- 2007 – Akademin
- 2008 – Ebbe the movie
- 2009 – Morden (TV-serie)
- 2010 – Sista kapitlet
- 2015 – Storm över Anderna

## Diskografi i urval
- 1988 – Summertime Is Partytime / Summertime
- 1991 – R-Time
- 1993 – Jon Rekdal & the Children of R-Time, Volume 1 (Jon Rekdal & the Children of R-Time)
- 1994 – Is rough and ready (John Hall)
- 1995 – Lennarts Bossanova Sällskap – Julmusik
- 1997 – Polar nights (Jonathan Baker quartet)[källa behövs]
- 1996 – Smile-e[källa behövs]
- 1999 – F.B 1999[källa behövs]
- 1999 – Pappajon[källa behövs]
- 2002 – Jon Rekdals Orkester presenterar Julmusik I Bossanova-takt (delvis samma som Lennarts Bossanova Sällskap från 1995)
- 2006 – Metropolis för kör och orkester[källa behövs]
- 2010 – Unborn, för barnkör, sopran och piano[källa behövs]
- 2011 – California Sun (itunes), itunes[källa behövs]

## Filmer i urval
- 1991 – Tough Luck, 10 min
- 2006 – Moonys kid don't cry, Tennessee Williams, 28 min
- 2007 – Death of a composer, 150 min
- 2008 – Reflexions[2], 60 min
- 2012 – Varulven 1[3], 235 min